# Laura Auteri
Laura Auteri (* Oktober 1953 in Genua, Italien) ist eine italienische Germanistin und seit 2005 Professorin für deutsche Literatur an der Universität Palermo.

## Leben
Laura Auteri studierte Germanistik und Romanistik an der Universität Genua und der FU Berlin, dort auch mit einem DAAD-Stipendium. 1976 verteidigte sie an der Universität Genua bei Giorgio Sichel eine ‚Tesi di laurea’ zur Figur von Till Eulenspiegel vom Volksbuch bis Fischart.
1975/76 war sie Austauschassistentin am Friedrich-Wilhelm-Gymnasium in Köln, danach bis 1981 Lektorin für Italienisch am Romanischen Seminar der Universität Bonn. 1983 bis 1990 unterrichtete Auteri deutsche Sprache in der Sekundarschule in Palermo. Anschließend arbeitete sie bis 1999 als wissenschaftliche Mitarbeiterin der Philosophischen Fakultät Palermo. 2000 wurde sie als Professorin berufen. Seit 2005 lehrt sie in Palermo als Ordentliche Professorin für Deutsche Literatur und seit 2010/11 ist sie Partnerin des Konsortiums zwischen den Universitäten Porto (Koordinationsstelle) und Bremen für den Internationalen Masterstudiengang mit double degree Erasmus Mundus – German Literature in the European Middle Ages (GLITEMA). Während ihrer Karriere wurde ihr vorgeworfen, Wettbewerbe an der Universität von Palermo manipuliert zu haben.

## Funktionen
- 2005–2010 Mitglied des Ausschusses der IVG.
- 2007–2010 Leiterin des ‘Dipartimento di Scienze Filologiche e Linguistiche’ der Universität Palermo.
- 2010–2013 Leiterin des ‘Dipartimento di Scienze Filologiche e Linguistiche’ der Universität Palermo.
- 2010–2015 Erste Vizepräsidentin der IVG.
- 2013–2015 Nach Abschaffung der Fakultäten in Italien, Dekanin des ‘Dipartimento di Scienze Umanistiche’.
- 2013–2015 Mitglied des Akademischen Senats und Vorsitzende der Kommission für Didaktik.
- 2015–2020 Präsidentin der IVG.
- ab November 2015 Prorektorin für Lehre an der Universität Palermo.

## Publikationen